# Geoffrey Barraclough
Geoffrey Barraclough (10 maggio 1908 – 26 dicembre 1984) è stato uno storico britannico.

## Biografia
È stato Chichele Professor of Modern History presso l'Università di Oxford dal 1970 al 1973.
Ha insegnato Storia medievale presso l'Università di Liverpool dal 1945 al 1956; ha insegnato presso l'Università di Londra dal 1956 al 1962 ed è stato professore di storia presso la Brandeis University dal 1968 al 1970 e dal 1972 al 1981.
Autore di numerosi saggi storici, è noto per i suoi studi di Storia medievale e di storia della Germania. Per tutta la sua carriera ha continuato a sviluppare una prospettiva storica non focalizzata solamente sulla storia europea. 
È morto nel giorno di Santo Stefano del 1984 all'età di 76 anni.

## Pubblicazioni
- (EN) Public Notaries and the Papal Curia (1934)
- (EN) Papal Provisions: Aspects of Church History Constitutional, Legal and Administrative in the Later Middle Ages (1935)
- (EN) Factors in German History (1946)
- (EN) Origins of Modern Germany (1947)
- (EN) Mediaeval Germany 911 - 1250 (1948) essays by German historians, translator
- (EN) Crown, Community and Parliament in the Later Middle Ages: Studies in English Constitutional History  by Gaillard T. Lapsley  (1951) editor with  Helen M. Cam
- (EN) History in a Changing World (1955)
- (EN) Survey of International Affairs, 1955-1956 (1960) with Rachel F. Wall
- (EN) Social Life in Early England (1960)
- (EN) Survey of International Affairs, 1956-1958 (1962)
- (EN) European Unity in Thought and Action (1963) Vogelenzang Lecture
- (EN) Survey of International Affairs, 1959-1960 (1964)
- (EN) An Introduction to Contemporary History (1964)
- (EN) The Mediaeval Empire - Idea and Reality (1964)
- (EN) The Historical Association, 1906-1966 (1967) Presidential Address
- (EN) The Medieval Papacy (1968)
- (EN) Eastern and Western Europe in the Middle Ages (1970)
- (EN) The Crucible of Europe: the Ninth and Tenth Centuries In European History (1976) later as The Crucible of the Middle Ages
- (EN) The Times Atlas of World History (1978)
- (EN) Main Trends in History (1978)
- (EN) The Turning Points in World History (1979)
- (EN) The Christian World: A Social and Cultural History of Christianity (1981)
- (EN) The Times Concise Atlas of World History (1982)
- (EN) From Agadir to Armageddon: Anatomy of a Crisis (1982)
- (EN) Charters of the Anglo-Norman Earls of Chester, c.1071-1237 (1988)
- (EN) Atlas of World History (1989) with Norman Stone, and later editions and atlases
- (EN) The Times History of the World (2001) with Richard Overy

## Pubblicazioni in italiano
- Guida alla storia contemporanea - Ed. Laterza (ISBN 8842033464)
- Atlante della storia 1945-1975 - Ed. Laterza (ISBN 8842024139)

## Risorse
- {en} Author and Book Info.com